# Coelichneumon bellatulus
Coelichneumon bellatulus là một loài tò vò trong họ Ichneumonidae.